# Cabinet Teufel IV
Bade-Wurtemberg
Teufel III Oettinger I
Le cabinet Teufel IV (Kabinett Teufel IV, en allemand) est le gouvernement du Land de Bade-Wurtemberg entre le 12 juin 2001 et le 29 avril 2005, durant la treizième législature du Landtag.

## Coalition et historique
Dirigé par le ministre-président chrétien-démocrate sortant, Erwin Teufel, il est formé d'une « coalition noire-jaune » entre l'Union chrétienne-démocrate d'Allemagne (CDU) et le Parti populaire démocrate (FDP/DVP), qui disposent ensemble de 73 députés sur 128 au Landtag, soit 57 % des sièges.
Il a été formé à la suite des élections législatives régionales du 25 mars 2001 et succède au cabinet Teufel III, soutenu par une alliance identique. Le 25 octobre 2004, Teufel, contesté au sein de la CDU régionale, annonce sa démission dans les prochains mois. Le parti lui choisit alors comme successeur le président du groupe parlementaire, Günther Oettinger, qui, investi le 25 avril 2005, maintient la coalition avec le FDP/DVP et nomme son premier cabinet quatre jours plus tard.

## Composition

### Initiale
- Les nouveaux ministres sont indiqués en gras, ceux ayant changé d'attributions en italique.

| Poste                                                    | Titulaire | Titulaire                                                | Parti   |
| -------------------------------------------------------- | --------- | -------------------------------------------------------- | ------- |
| Ministre-président                                       |           | Erwin Teufel                                             | CDU     |
| Vice-ministre-président Ministre de l'Économie           |           | Walter Döring (de)                                       | FDP/DVP |
| Ministre des Affaires européennes                        |           | Christoph E. Palmer (de)                                 | CDU     |
| Ministre de l'Intérieur                                  |           | Thomas Schäuble                                          | CDU     |
| Ministre de l'Éducation, de la Jeunesse et des Sports    |           | Annette Schavan                                          | CDU     |
| Ministre de la Science, de la Recherche et de la Culture |           | Peter Frankenberg                                        | CDU     |
| Ministre de la Justice                                   |           | Ulrich Goll jusqu'au 12/12/2002 Corinna Werwigk-Hertneck | FDP/DVP |
| Ministre des Finances                                    |           | Gerhard Stratthaus                                       | CDU     |
| Ministre de l'Alimentation et du Milieu rural            |           | Willi Stächele                                           | CDU     |
| Ministre des Affaires sociales                           |           | Friedhelm Repnik                                         | CDU     |
| Ministre de l'Environnement et des Transports            |           | Ulrich Müller                                            | CDU     |
| Ministre, délégué du Land auprès de la Fédération        |           | Rudolf Köberle                                           | CDU     |

### Remaniement du 14 juillet 2004
- Les nouveaux ministres sont indiqués en gras, ceux ayant changé d'attributions en italique.

| Poste                                                    | Titulaire | Titulaire                                                  | Parti   |
| -------------------------------------------------------- | --------- | ---------------------------------------------------------- | ------- |
| Ministre-président                                       |           | Erwin Teufel                                               | CDU     |
| Vice-ministre-président Ministre de l'Économie           |           | Ernst Pfister                                              | FDP/DVP |
| Ministre des Affaires européennes                        |           | Christoph E. Palmer jusqu'au 25/10/2005 Ulrich Müller      | CDU     |
| Ministre de l'Intérieur                                  |           | Heribert Rech                                              | CDU     |
| Ministre de l'Éducation, de la Jeunesse et des Sports    |           | Annette Schavan                                            | CDU     |
| Ministre de la Science, de la Recherche et de la Culture |           | Peter Frankenberg                                          | CDU     |
| Ministre de la Justice                                   |           | Corinna Werwigk-Hertneck (jusqu'au 28/07/2004) Ulrich Goll | FDP/DVP |
| Ministre des Finances                                    |           | Gerhard Stratthaus                                         | CDU     |
| Ministre de l'Alimentation et du Milieu rural            |           | Willi Stächele                                             | CDU     |
| Ministre des Affaires sociales                           |           | Tanja Gönner                                               | CDU     |
| Ministre de l'Environnement et des Transports            |           | Stefan Mappus                                              | CDU     |
| Ministre, délégué du Land auprès de la Fédération        |           | Rudolf Köberle                                             | CDU     |